# Ассумани, Демен
Демен Табибу Ассумани (фр. Dehmaine Tabibou Assoumani; род. 17 апреля 2005, Дранси) — французский футболист конголезского происхождения, полузащитник клуба «Нант».

## Клубная карьера
Ассумани — воспитанник клубов «Бурже», «Блан-Месниль», «Саркеле» и «Нант». В 2023 году игрок дебютировал за дублирующий состав последних. 15 сентября 2024 года в матче против «Реймса» он дебютировал в Лиге 1. 
Международная карьера
В 2024 году Ассумани в составе юношеской сборной Франции стал серебряным призёром юношеского чемпионата Европы в Северной Ирландии. На турнире он сыграл в матчах против сборных Турции, Дании и дважды Испании. В поединке против датчан Демен забил гол. 